# 延慶寺 (香港)
延慶寺位於香港大嶼山裡海拔300多米的羗山上，由「妙智法師」在公元1966年建造，並在2009年重修工程。這是欣賞大嶼山的西北部風光的理想觀景臺，亦是羗山鄰近眾多佛教寺廟裡規模最宏偉的一棟，觀光客可選擇在「延慶寺」住一晚，學習佛教信徒靜修，欣賞佛教音樂，如果在晴朗的晚上，更可以觀賞星宿。

## 延慶寺建設
| 名字     | 介紹 |
| 庭園     | 有「妙智法師」所撰的碑誌，詳述香港延慶寺的起源。 |
| 山門     | 紅牆綠瓦為外牆。後面有「天台二老紀念堂」，印有門聯：「花南天皤然二老，繼北齊至矣三觀。」堂內供奉「倓虛法師」及「樂果法師」的大幅畫像及蓮位。 |
| 大雄寶殿 | 座立於綠樹叢中。外表紅柱黃牆，跟山門的外牆顏色互相輝映。裡面供奉有釋迦牟尼像，高達12米，是香港罕見的室內佛像，它原來供奉於九龍的黃大仙區的「十方大佛寺」(前稱：覺世佛學會)，後來香港政府收地改建為黄大仙消防局、嗇色園社會服務大樓及風德公園而被拆卸，移奉於香港延慶寺。像前分立「阿難尊者」像及「迦頁尊者」像，像後的左方是騎綠色獅子的文殊菩薩像，右方是騎白色象的普賢菩薩像，牆上還掛有18幅羅漢像。 |
| 三寶殿   | 山腰建有「三寶殿」，兩層建築物，地下是「慈般普渡」，供奉有觀音像及「龍女善財」像；二樓是「普光明殿」，正中供奉西方三聖像，對聯：『九品蓮花獅吼象鳴登法座，三尊金相龍吟虎嘯出天台。』 天花裝飾金龍繞月，龍頭與一抓珠金爪懸空垂出，龍口更吊著水晶燈，形象栩栩如生。兩側分奉兩座不同外型的觀音像。 |

## 電影取景
2001年，香港電影《愛情觀自在》於該寺取景拍攝，片裡風光如畫，令香港的「延慶寺」更廣為人知。

## 爭議
政府於2010年底公布私營骨灰龕名單，位於大嶼山鹿湖的延慶寺被政府歸類為不符合法規定。管理該寺的香港延慶寺有限公司於2011年初向高院申請原訴傳票，要求法庭頒發聲明確認，離島地政處在1986年1月20日向寺方發出信件，表示不會對該寺存放骨灰採取任何指寺方違反地契的承諾，是具有法律約束力。
延慶寺入稟後，寺方與政府都沒有進一步行動，但最近政府方面透過律政司申請加入反申索，要求確認1986年信件的承諾，只適用於在發信日前已存放的骨灰，案件今於高院提訊。寺院一方稱，政府如欲作此申請，應以入稟新案的方式處理，最後法官與與訟雙方商討後，同意讓案件重頭開始，給予寺方28天去入稟申索陳述書，然後給律政司28天去入稟抗辯與反申索書，最後給予寺方14天存檔對反申索的抗辯，然後才再作處理。

## 註解
1. ↑  . 香港骨灰位中心.（繁體中文）
2. ↑  改編自1966年杜國威編劇的同名舞臺劇，內容講述閨中好友小靜與美娜，以及兩人男友兼好友阿修和阿正。在美娜與阿正在籌備婚禮時，阿修突然失蹤，原來他厭倦繁塵俗世，追隨已得道的同學智源大師在香港的「延慶寺」學道修禪。
3. ↑  . oncc東網. 2016-11-02  [2019-11-02]. （原始内容存档于2019-11-02）.（繁體中文）

22°14′52.39″N 113°53′22.37″E / 22.2478861°N 113.8895472°E